# 児童買春

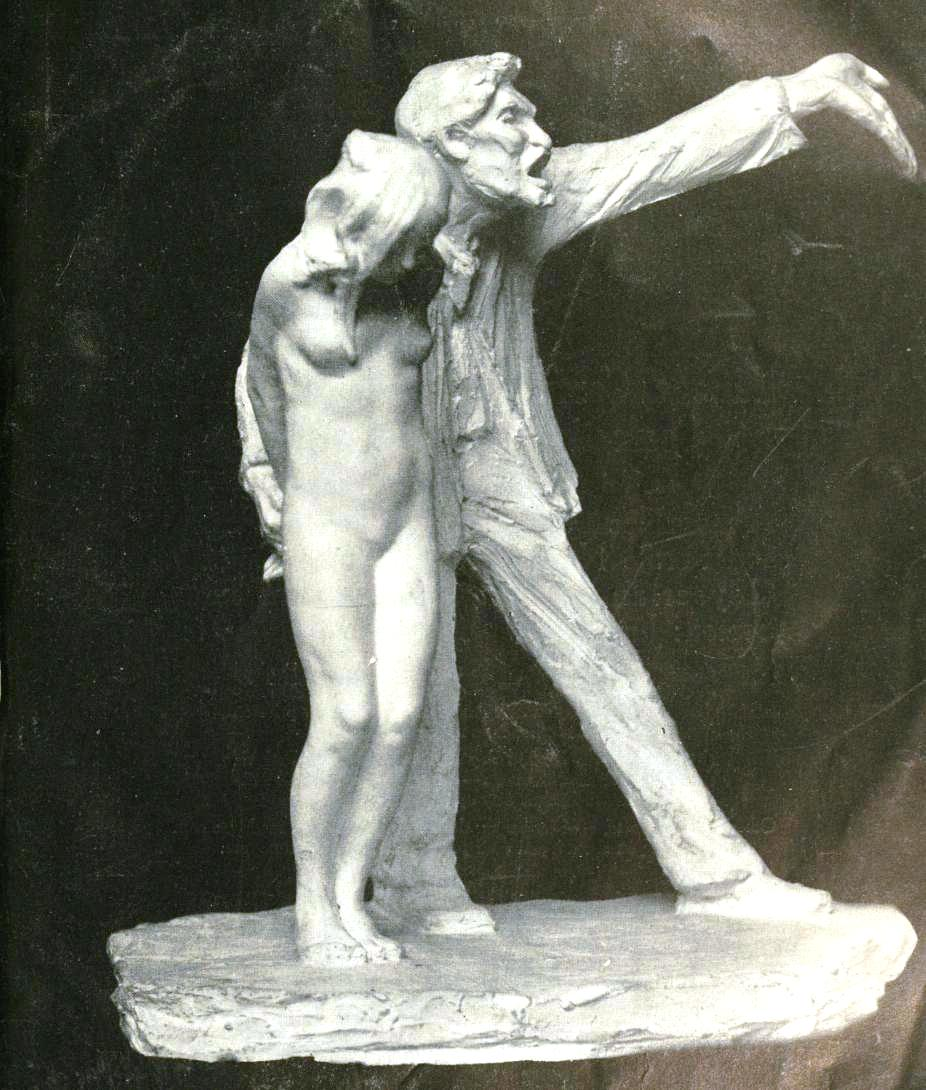
児童買春を表した像

児童買春（じどうばいしゅん、じどうかいしゅん）とは、性的好奇心を満たす目的で金銭を対償を供与して児童と性交渉を持つことである。児童買春にあたる年齢は国によって違いがあり、スイスなど一部の欧州諸国では16歳から買春が合法となる。そのため諸外国との比較も困難なケースも存在する。

## 日本

### 法規制
日本では児童買春が絡む児童との性行為については児童福祉法や淫行条例によって処罰されていたが、児童買春が「年少者の健全な性道徳を破壊する」という道徳主義的な観点から、法規制を加える必要があるとの世論が高まった。

1994年に批准した児童の権利に関する条約34条及び同条約の第2選択議定書では、18歳未満の児童が買春などあらゆる形態の性的搾取から保護されるよう定められている。
1999年に児童買春、児童ポルノに係る行為等の処罰及び児童の保護等に関する法律（児童買春・児童ポルノ禁止法）が成立・施行された。同法第2条第2項では、児童買春について「児童、周旋者又は保護者若くは支配者に対償を供与し、又はその供与の約束をして、当該児童に対し、性交等（性交若くは性交類似行為をし、又は自己の性的好奇心を満たす目的で、児童の性器等（性器、肛門又は乳首をいう）を触り、若くは児童に自己の性器等を触らせることをいう）をすること」と定義している。同法によれば、2020年8月現在、児童買春をした者は5年以下の懲役若くは500万円以下の罰金に処せられ、又はその両方を併科される。これは、人身事故、即ち業務上過失傷害罪（日本の刑法211条1項）よりも重い刑である。

### 被害児童への支援
売春を持ち掛けた児童も処罰されるべきという論があるが、これは買春した側に被害児童を脅して逃げおおせる理由を与えることになるという問題がある。保護の対象となる児童が同時に加害者ともなるというのは法理論として矛盾しているとの生田勝義の批判もある。
警察では、出会い系サイトやインターネット上の援助交際を求めるなどの不適切な書き込みを発見し、直接児童に注意・助言等するサイバー補導で児童の保護を図っている。また組織的な児童買春や悪質な性的な営業を取締り、従事した児童の補導や立ち直り支援などをすすめている。
厚生労働省では、被害児童の一時保護や、必要に応じて心理的治療などにつなげる支援を行っている。
文部科学省では、スクールカウンセラーやスクールソーシャルワーカーの配置で、学校における被害児童の相談体制を支援している。

## 東南アジア
児童買春のうち、まず問題となった行為は、先進国の男性（社会的・経済的に高い地位にある者も多く含まれる）が低開発国に赴いて児童買春を行うこと（買春ツアー）である。売春者にするために児童らを標的とした略取・誘拐や監禁・人身売買が横行したためである。
ユネスコは組織を挙げて廃絶を目指し、フィリピンなどでは、児童買春を行った外国人男性に厳罰を科し始めた。
日本においても、そのような児童買春旅行に多くの日本人男性が参加していたことが発覚し問題となった。なお日本の児童買春・児童ポルノ禁止法は、第10条の規定によって日本国民が海外で児童買春を行った場合も国外犯として処罰がなされる。
2025年には、ラオスに渡航した日本人男性が、少女に対し買春を行っている様子がSNSに投稿され拡散されているとして、日本大使館が、渡航する日本人に対し、違法行為を慎むよう注意を呼び掛けている。これについては、買春の撲滅を求める署名が2.5万筆にわたって集まっている。